# Krasnohrad
Krasnohrad (em ucraniano:   Красноград) é uma cidade do leste da Ucrânia, situada no Oblast de Carcóvia. Tem 13,55 km² de área e sua população em 2020 foi estimada em 20.272 habitantes.